# Arena Football League 2010
Die Arena-Football-League-Saison 2010 war die 23. Saison der Arena Football League (AFL). Ligameister wurden die Spokane Shock, die die Tampa Bay Storm im ArenaBowl XXIII bezwangen.

## Teilnehmende Mannschaften
| Anzahl Mannschaften | 15 |
| ------------------- | --- |
| Neu in der Liga     | Jacksonville Sharks, Alabama Vipers, Tulsa Talons, Oklahoma City Yard Dawgz, Dallas Vigilantes, Bossier-Shreveport Battle Wings, Milwaukee Iron, Iowa Barnstormers, Spokane Shock                                   |
| Ausgeschieden       | Philadelphia Soul, Dallas Desperados, New York Dragons, Columbus Destroyers, Georgia Force, New Orleans VooDoo, Colorado Crush, Grand Rapids Rampage, Kansas City Brigade, San Jose SaberCats, Los Angeles Avengers |

## Regular Season
| American Conference             |    |    |      |      |          |
| South Division                  |    |    |      |      |          |
| Team                            | S  | N  | SQ   | Heim | Auswärts |
| Jacksonville Sharks             | 12 | 4  | .750 | 7–1  | 5–3      |
| Tampa Bay Storm                 | 11 | 5  | .687 | 6–2  | 5–3      |
| Orlando Predators               | 8  | 8  | .500 | 4–4  | 4–4      |
| Alabama Vipers                  | 7  | 9  | .437 | 5–3  | 2–6      |
| Southwest Division              |    |    |      |      |          |
| Team                            | S  | N  | SQ   | Heim | Auswärts |
| Tulsa Talons                    | 10 | 6  | .625 | 6–2  | 4–4      |
| Oklahoma City Yard Dawgz        | 6  | 10 | .375 | 5–3  | 1–7      |
| Dallas Vigilantes               | 3  | 13 | .187 | 1–7  | 2–6      |
| Bossier–Shreveport Battle Wings | 3  | 13 | .187 | 2–6  | 1–7      |
| National Conference             |    |    |      |      |          |
| Midwest Division                |    |    |      |      |          |
| Team                            | S  | N  | SQ   | Heim | Auswärts |
| Milwaukee Iron                  | 11 | 5  | .687 | 7–1  | 4–4      |
| Chicago Rush                    | 10 | 6  | .625 | 5–3  | 5–3      |
| Cleveland Gladiators            | 7  | 9  | .437 | 4–4  | 3–5      |
| Iowa Barnstormers               | 7  | 9  | .437 | 2–6  | 5–3      |
| West Division                   |    |    |      |      |          |
| Team                            | S  | N  | SQ   | Heim | Auswärts |
| Spokane Shock                   | 13 | 3  | .812 | 6–2  | 7–1      |
| Arizona Rattlers                | 10 | 6  | .625 | 5–3  | 5–3      |
| Utah Blaze                      | 2  | 14 | .125 | 1–7  | 1–7      |

Siege, Niederlage, SQ gewonnene Spiele (relativ), x-Division Titel, y-Playoffs erreicht

## Playoffs
| Viertelfinale | Viertelfinale | Viertelfinale |    |           | Halbfinale | Halbfinale | Halbfinale |  |  | ArenaBowl XXIII | ArenaBowl XXIII | ArenaBowl XXIII |
|               |               |               |    |           |            |            |            |  |  |                 |                 |                 |
| 1             | Jacksonville  | 69            |    |           |            |            |            |  |  |                 |                 |                 |
| 4             | Orlando       | 73            |    |           |            |            |            |  |  |                 |                 |                 |
| 4             | Orlando       | 73            | 4  | Orlando   | 62         |            |            |  |  |                 |                 |                 |
|               |               |               | 4  | Orlando   | 62         |            |            |  |  |                 |                 |                 |
|               | 3             | Tampa Bay     | 63 |           |            |            |            |  |  |                 |                 |                 |
| 2             | 3             | Tampa Bay     | 63 | Tulsa     | 38         |            |            |  |  |                 |                 |                 |
| 2             |               |               |    | Tulsa     | 38         |            |            |  |  |                 |                 |                 |
| 3             | Tampa Bay     | 48            |    |           |            |            |            |  |  |                 |                 |                 |
| 3             | Tampa Bay     | 48            | 3  | Tampa Bay | 57         |            |            |  |  |                 |                 |                 |
|               |               |               |    | Tampa Bay | 57         |            |            |  |  |                 |                 |                 |
|               | 1             | Spokane       | 69 |           |            |            |            |  |  |                 |                 |                 |
| 1             | 1             | Spokane       | 69 | Spokane   | 57         |            |            |  |  |                 |                 |                 |
| 1             |               |               |    | Spokane   | 57         |            |            |  |  |                 |                 |                 |
| 4             | Arizona       | 49            |    |           |            |            |            |  |  |                 |                 |                 |
| 4             | Arizona       | 49            | 1  | Spokane   | 60         |            |            |  |  |                 |                 |                 |
|               |               |               | 1  | Spokane   | 60         |            |            |  |  |                 |                 |                 |
|               | 2             | Milwaukee     | 57 |           |            |            |            |  |  |                 |                 |                 |
| 2             | 2             | Milwaukee     | 57 | Milwaukee | 64         |            |            |  |  |                 |                 |                 |
| 2             |               |               |    | Milwaukee | 64         |            |            |  |  |                 |                 |                 |
| 3             | Chicago       | 54            |    |           |            |            |            |  |  |                 |                 |                 |

### ArenaBowl XXIII
Der ArenaBowl XXIII wurde am 20. August 2010 in der Spokane Veterans Memorial Arena in Spokane, Washington ausgetragen. Das Spiel verfolgten 11.017 Zuschauer.

## Regular Season Awards
| Award               | Gewinner       | Position                 | Team                |
| ------------------- | -------------- | ------------------------ | ------------------- |
| Ironman Of The Year | DeJuan Alfonzo | Wide Receiver/Linebacker | Chicago Rush        |
| Coach Of The Year   | Less Moss      | Head Coach               | Jacksonville Sharks |

## Zuschauertabelle
| Team                            | Zuschauerschnitt |
| ------------------------------- | ---------------- |
| Alabama Vipers                  | 4.696            |
| Arizona Rattlers                | 10.797           |
| Bossier–Shreveport Battle Wings | 3.967            |
| Chicago Rush                    | 8.222            |
| Cleveland Gladiators            | 8.828            |
| Dallas Desperados               | 5.686            |
| Iowa Barnstormers               | 9.438            |
| Jacksonville Sharks             | 11.123           |
| Milwaukee Mustangs              | 5.483            |
| Oklahoma City Yard Dawgz        | 5.440            |
| Orlando Predators               | 11.204           |
| Spokane Shock                   | 10.313           |
| Tampa Bay Storm                 | 15.237           |
| Tulsa Talons                    | 6.581            |
| Utah Blaze                      | 5.018            |
| Ligadurchschnitt                | 8.135            |